# 天狗倉山 (三重県)
天狗倉山（てんぐらやま、てんぐらさん）は、紀伊山地台高山脈南部の三重県尾鷲市と北牟婁郡紀北町にまたがる標高522 mの山。

## 概要
西側に隣接する便石山（びんしやま、標高599 m）との鞍部の馬越峠を世界遺産の熊野古道伊勢路が通る。南斜面の一部に自然林が残り、山域の多くがヒノキの植林地となっている。酸性マグマの巨大な溶岩湖が冷却、凝固した熊野酸性岩上にあり、これらの花崗斑岩が随所で露出している。山頂は一枚岩の岩盤となっていて、二重の岩場で中央の花を外縁の葉が取り囲むハスの花にたとえられている。その巨石の下には大きな洞窟のような窪みがある。明治22年に編纂された『北牟婁郡誌』で「深サ幾尋ナルヲ度ルベカラズ、里人コレヲ天狗ノ岩屋トイフ」とあり、古記では「天狗巌」と記されている。山頂の大岩の前に役小角が祀られたレンガ造りの祠がある。山頂の東北東約300 mの最高点（標高点522 m）に尾鷲中継局の電波塔が設置されている。南山腹にある「岩屋堂石仏」は、1971年（昭和46年）12月16日に尾鷲市の民俗文化財（有形）の指定を受けている。天狗倉山から東に延びる尾根上に紀州藩が海防に利用していた紀北町指定文化財の「小山浦狼煙場跡」がある。

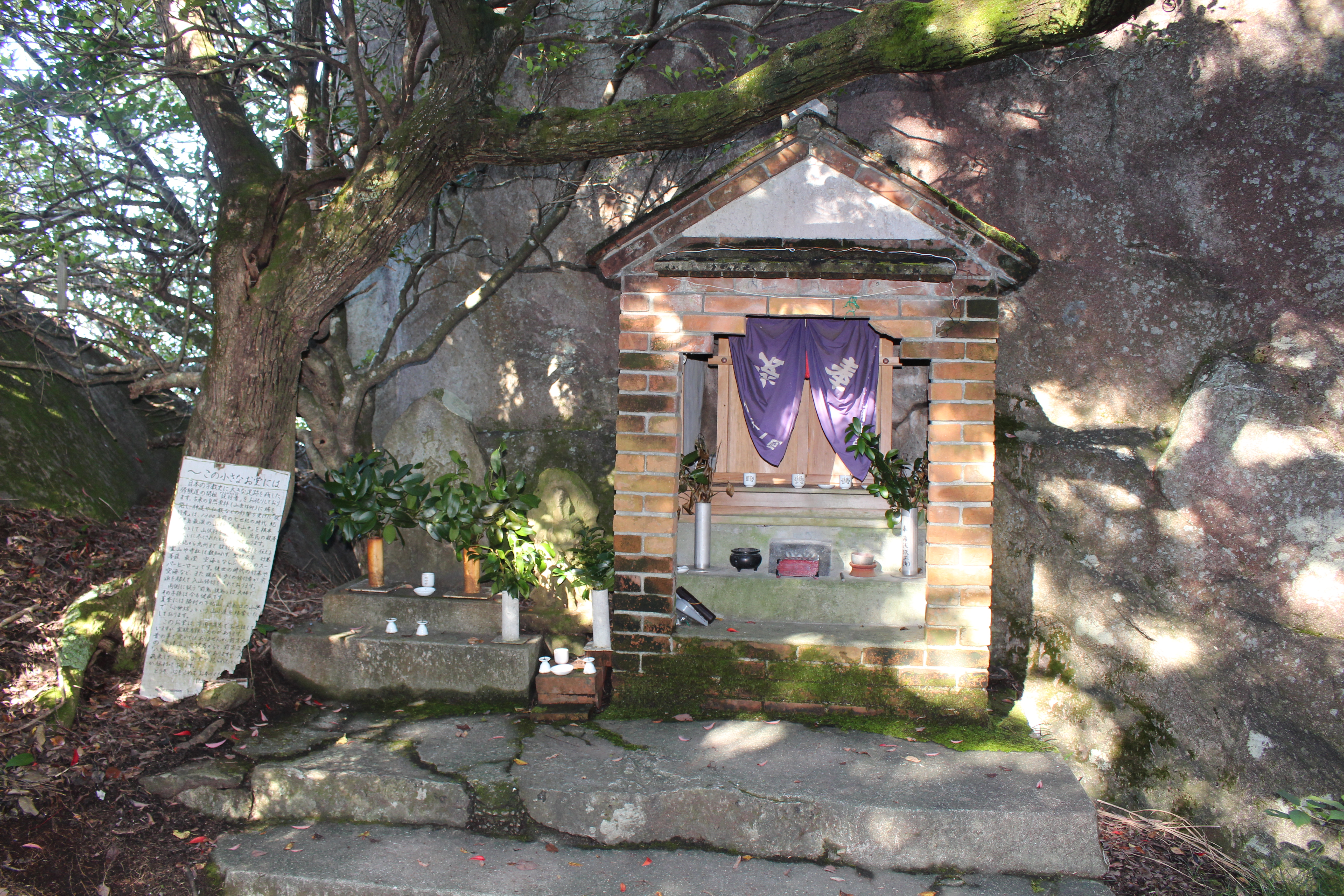
山頂部の役小角が祀られている祠
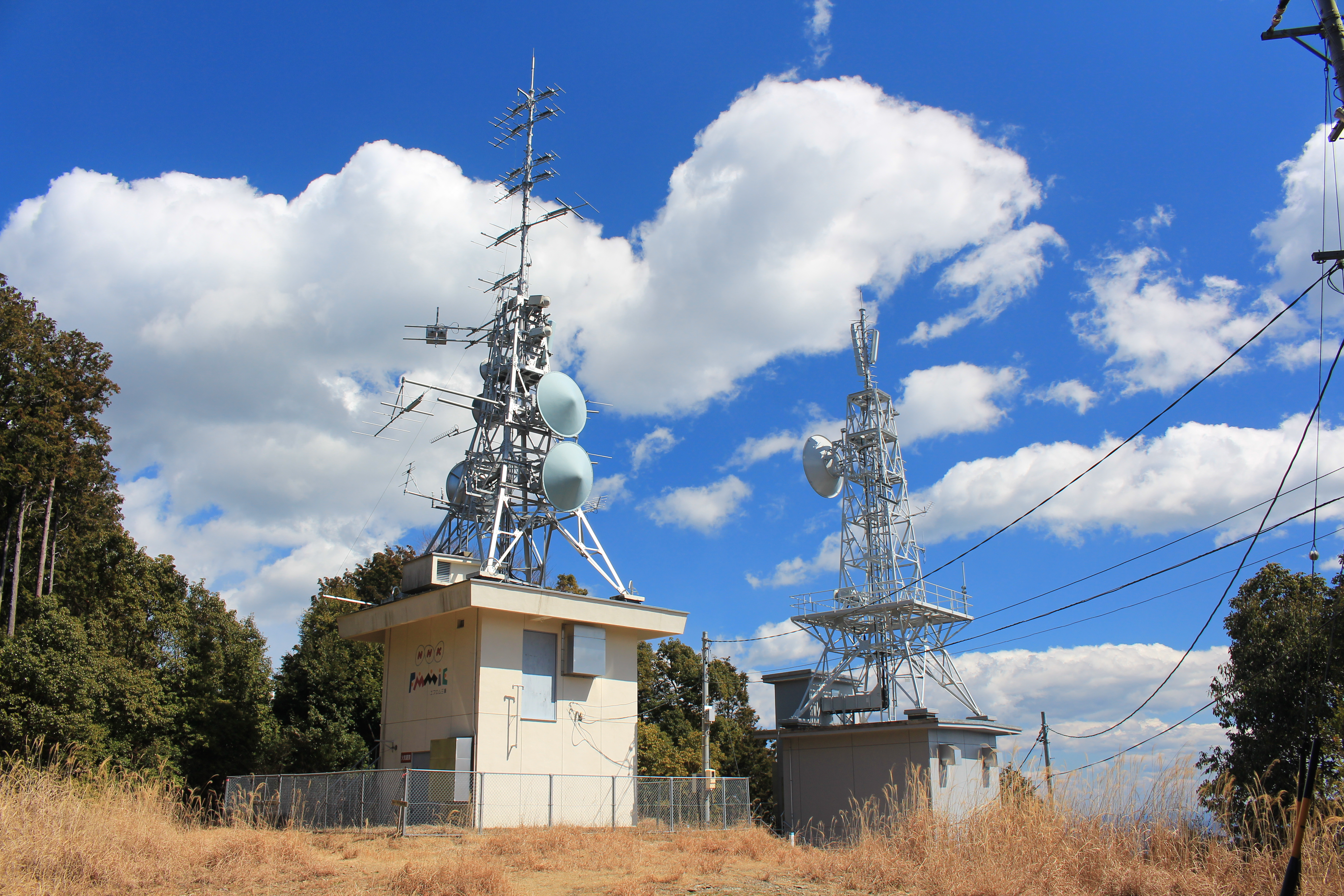
天狗倉山の最高点にある尾鷲中継局
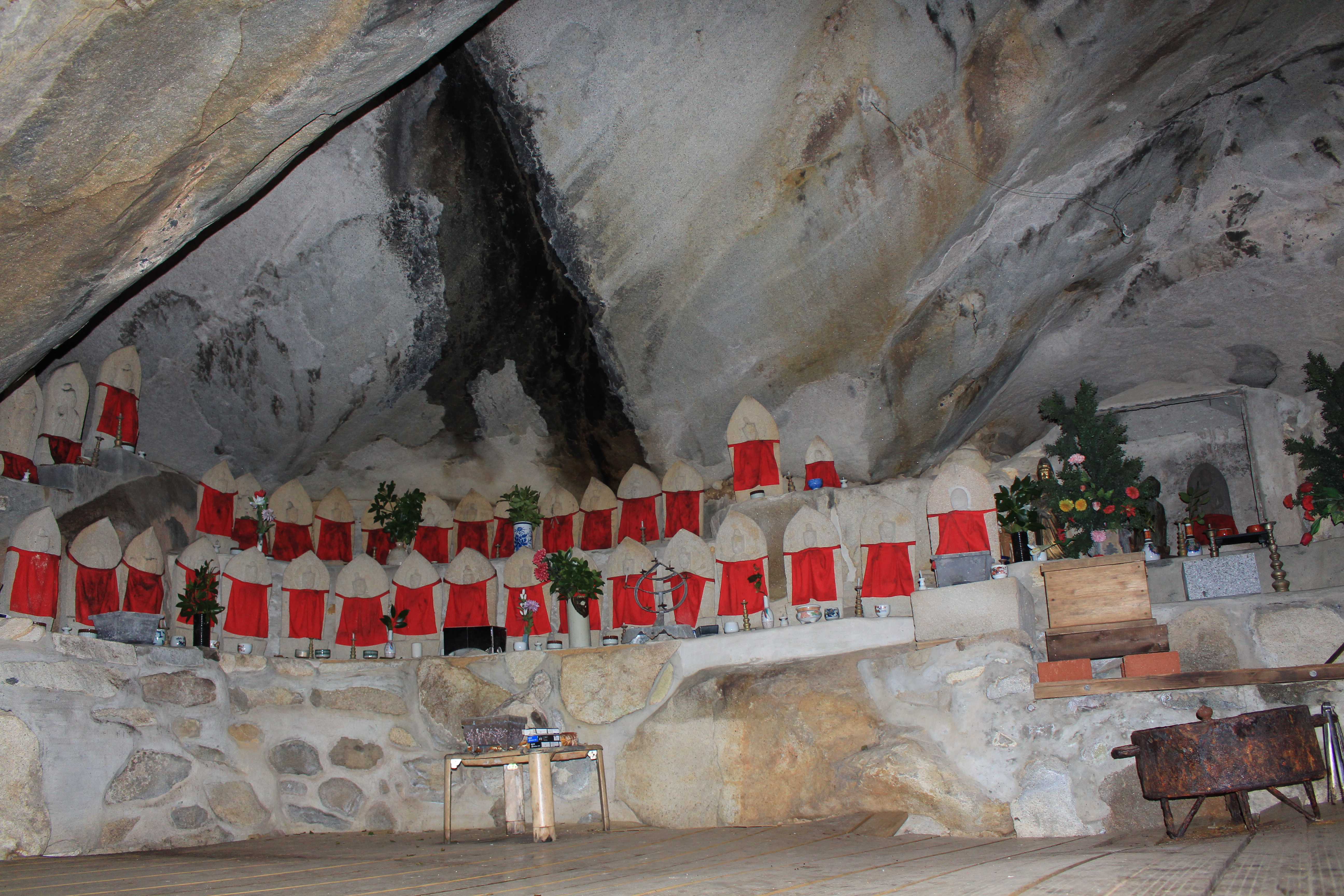
南山腹の南浦にある尾鷲市指定の民俗文化財「岩屋堂石仏」

## 登山
熊野古道の馬越峠までの山道は石畳道として整備されている。馬越峠には茶屋跡、休憩所、可涼園桃乙の句碑がある。馬越峠から山頂への以下の登山道が整備されていて、北の紀北町側と南の尾鷲市側からのコースがある。山頂部には右回りの道と左回りの道があり、山頂から尾鷲湾、尾鷲市街地、高峰山などの山並みを見渡すことができる。山頂の大岩に登るための梯子が設置されていて、岩の上からは北側の視界が開け、台高山脈の大台ヶ原山などの山並みを見渡すことができる。
南側の岩屋堂を経て山頂の東側に至るコースもある。便石山を経て馬越峠から天狗倉山に登頂するコースもある。山頂の1.2 kmほど東に「オチョボ岩」と呼ばれる展望台となる露出した巨石があり、登山道が整備されている。
- 鷲下登山口からのコース：鷲下登山口（国道42号） - 林道出合 - 馬越峠 - 天狗倉山
- 馬越公園からのコース：馬越公園 - 水場 - 馬越峠 - 天狗倉山[4]
- キャンプinn海山からのコース：キャンプinn海山 - 便石山 - 馬越峠 - 天狗倉山
- 便石山の南尾根からのコース：便石山の南尾根取付（国道42号） - 三角点（点名「何枚田」、標高111 m）[9] - 便石山 - 馬越峠 - 天狗倉山

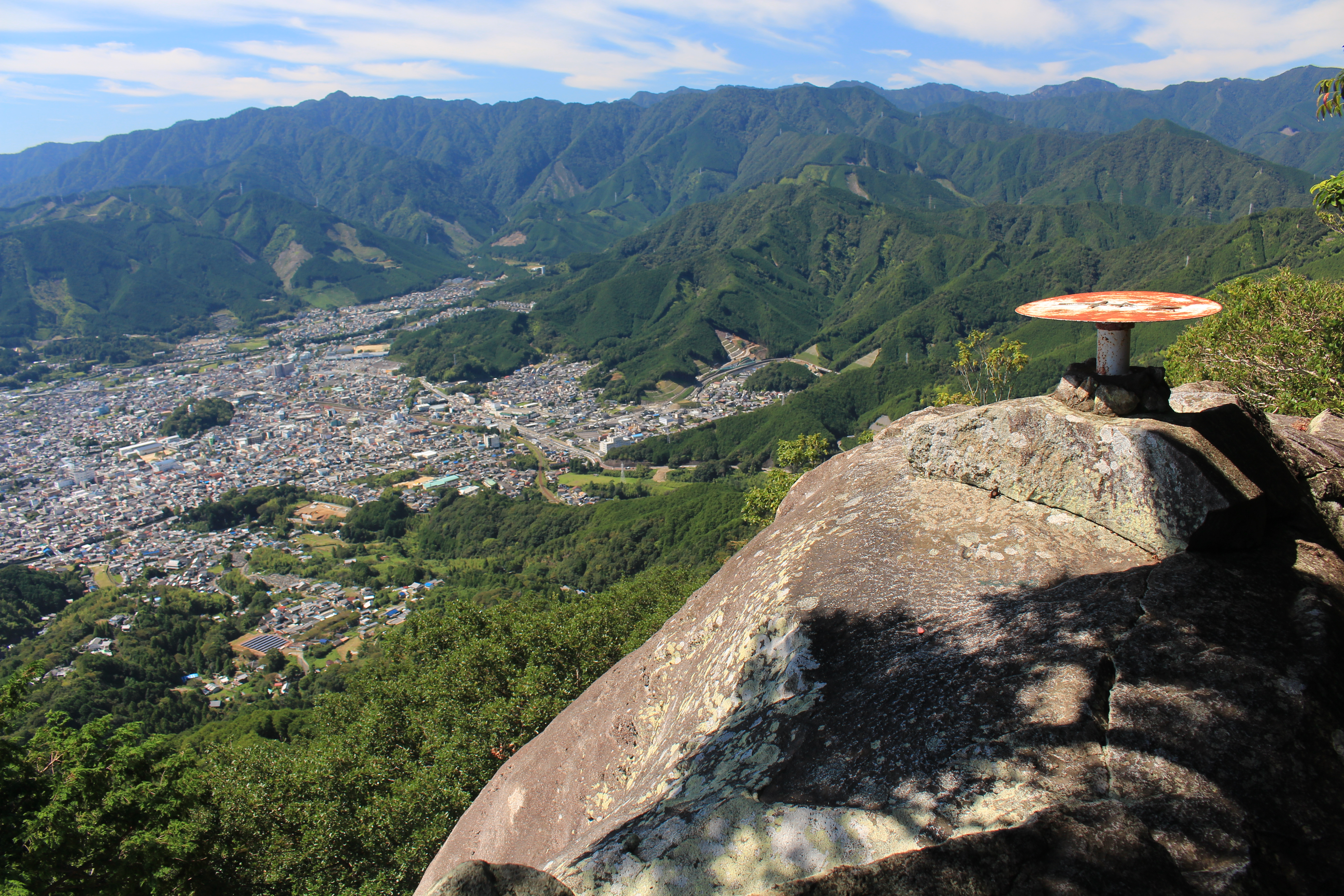
山頂部南に張り出した岩場の展望台からは尾鷲市の街並み、尾鷲湾、高峰山などの山並みが見渡せる
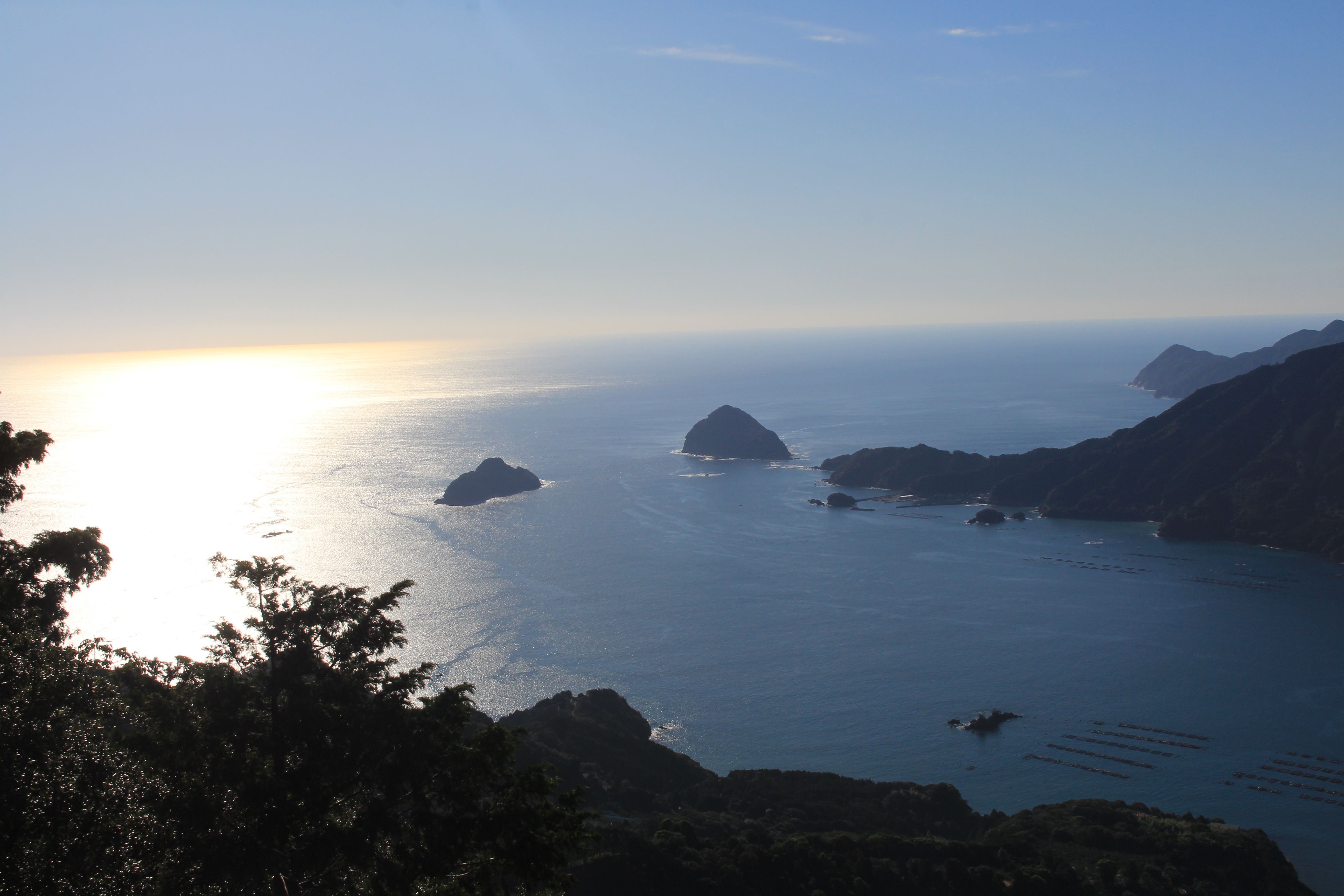
天狗倉山から望む尾鷲湾に浮かぶ無人島の佐波留島（さばるじま）、と桃頭島（とがしま）
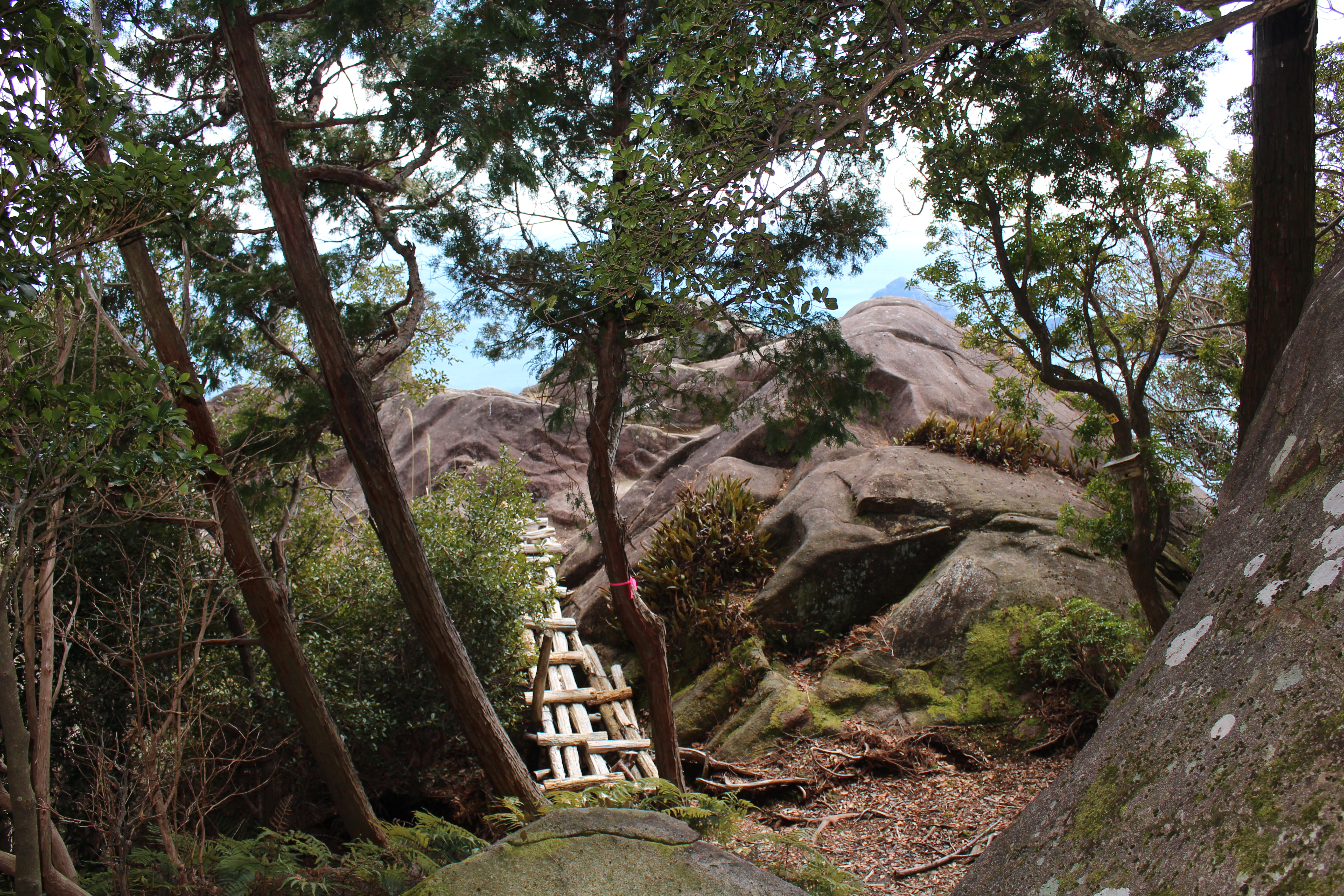
オチョボ岩
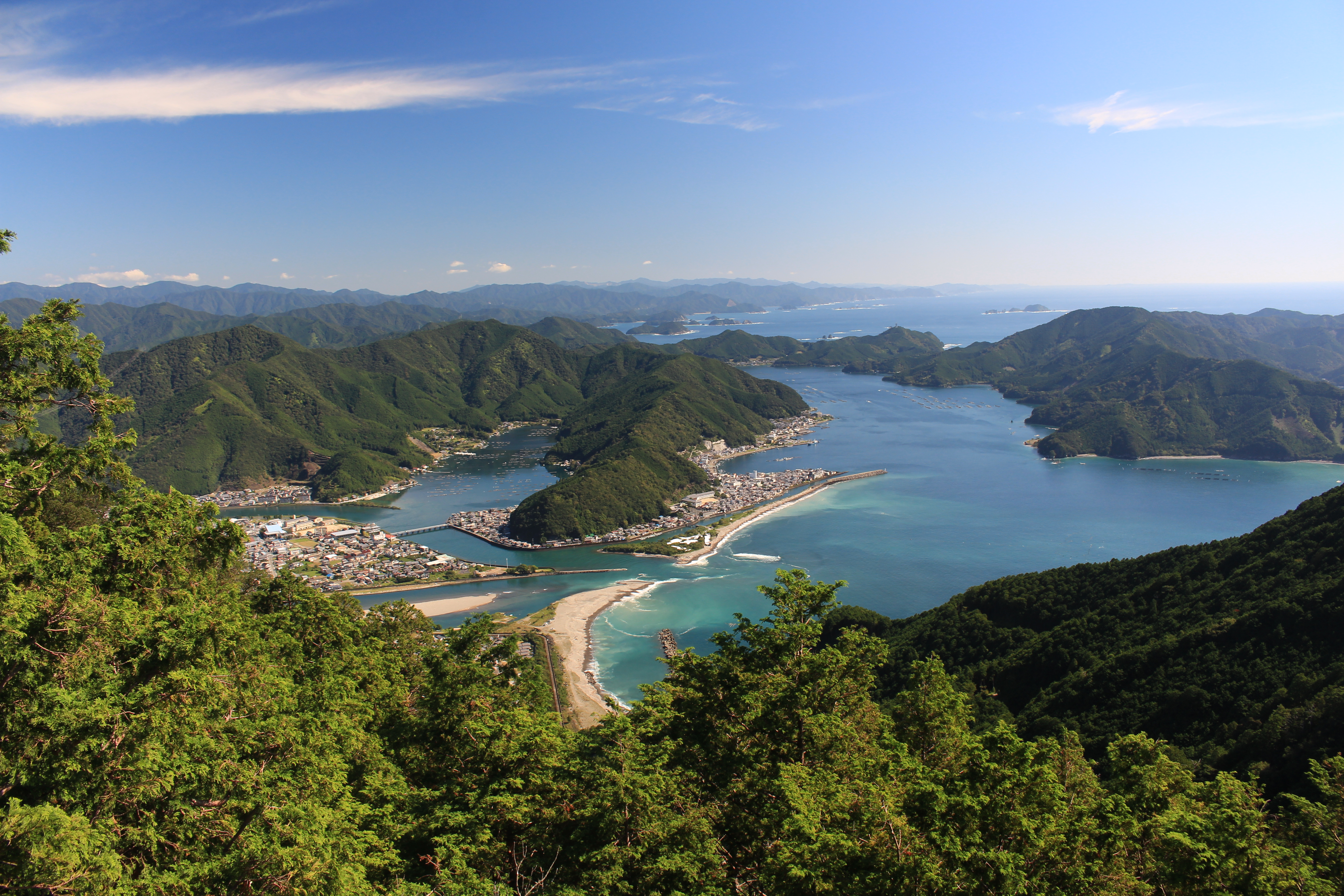
オチョボ岩から望む引本港（中央部）と白石湖（引本港の左側）、遠景に紀伊長島沖の無人島、最奥に志摩半島

## 地理
太平洋側紀伊半島の尾鷲湾に面する温暖な地域にある。銚子川の支流などの尾鷲湾へ流れる河川の源流となる山である。周辺の主要な山を以下に示す。尾鷲市街から見上げると馬越峠を挟んで西側に隣接する便石山と手を繋いでいるように見える。山頂の東1.1 kmの稜線上に、三等三角点（点名「小渡鹿」、標高494.10 m）が設置されている。
| 山容                                                                                            | 山名       | 標高(m)  | 三角点等級 基準点名 | 天狗倉山からの 方角と距離(km) | 備考                        |
| ----------------------------------------------------------------------------------------------- | ---------- | -------- | ------------------- | ----------------------------- | --------------------------- |
| 天狗倉山から望む大台ヶ原山（2015年9月19日）                                                     | 大台ヶ原山 | 1,695.12 | 一等 「大台ケ原山」 | 北西 13.8                     | 日本百名山 一等三角点百名山 |
| 天狗倉山から望む高丸山と南山麓の銚子川、遠景は大台ヶ原山などの台高山脈の山並み（2015年9月19日） | 高丸山     | 607.31   | 二等 「相賀」       | 北 2.9                        |                             |
| 天狗倉山の馬越峠方面から望む便石山、山域の多くがヒノキの植林地となっている（2015年9月19日）     | 便石山     | 599.15   | 三等 「便石」       | 西北西 2.1                    |                             |
| 便石山から望む天狗倉山と尾鷲湾（2015年3月24日）                                                 | 天狗倉山   | 522      | （三等） 「小渡鹿」 | 0                             | （基準点の標高494.10 m）    |
| 天狗倉山から見下ろす尾鷲市中心部と高峰山（2015年9月19日）                                       | 高峰山     | 1,045.03 | 一等 「高小屋山」   | 南西 8.4                      | 一等三角点百名山            |

## 交通・アクセス

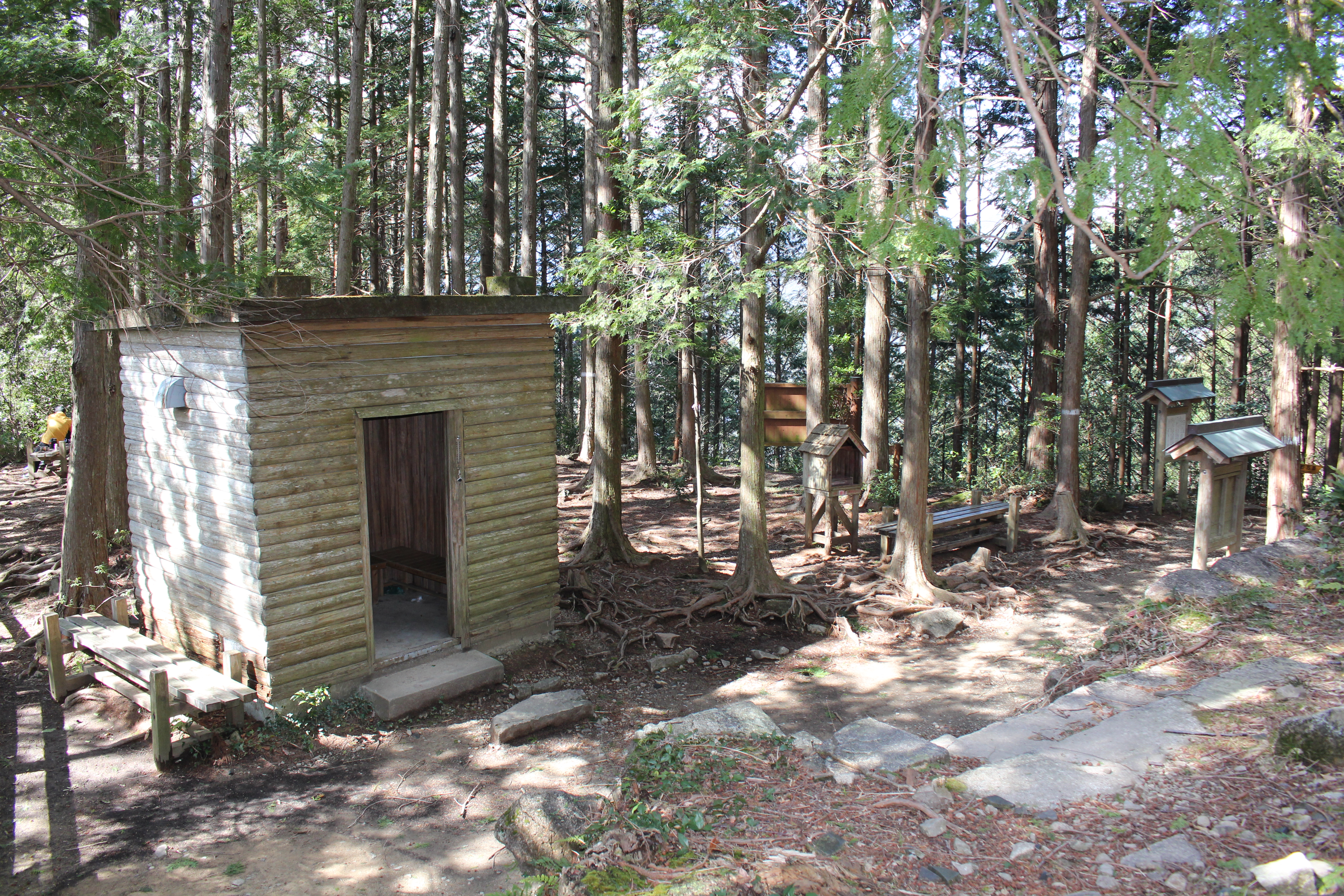
熊野古道伊勢路の馬越峠

東海旅客鉄道（JR東海）紀勢本線の尾鷲駅の北東2.3 kmに位置する。紀勢本線が北山麓と西側の山域を通り、北山腹で藤ノ木トンネルが貫通し、馬越峠の西側で尾鷲トンネル（紀勢本線）が貫通する。三重交通南紀営業所尾鷲長島線のバス停「鷲下」の南1.4 kmに位置する。紀勢自動車道尾鷲北インターチェンジの東北東2 kmに位置し、馬越峠の西側で馬越トンネルが貫通する。北側の山麓や山腹に国道42号が通り、馬越峠の西側で尾鷲トンネル（国道42号）が貫通する。1888年（明治21年）3月に、東山腹に旧海山町と尾鷲市を結ぶ大八車が通行できる猪鼻水平道が開通し、現在紀北町側の一部区間が三重県道155号海山尾鷲港線として車両通行可能で、尾鷲側の道は歩道となっている。北側の山域などには林道が敷設されている。

## 天狗倉山の風景

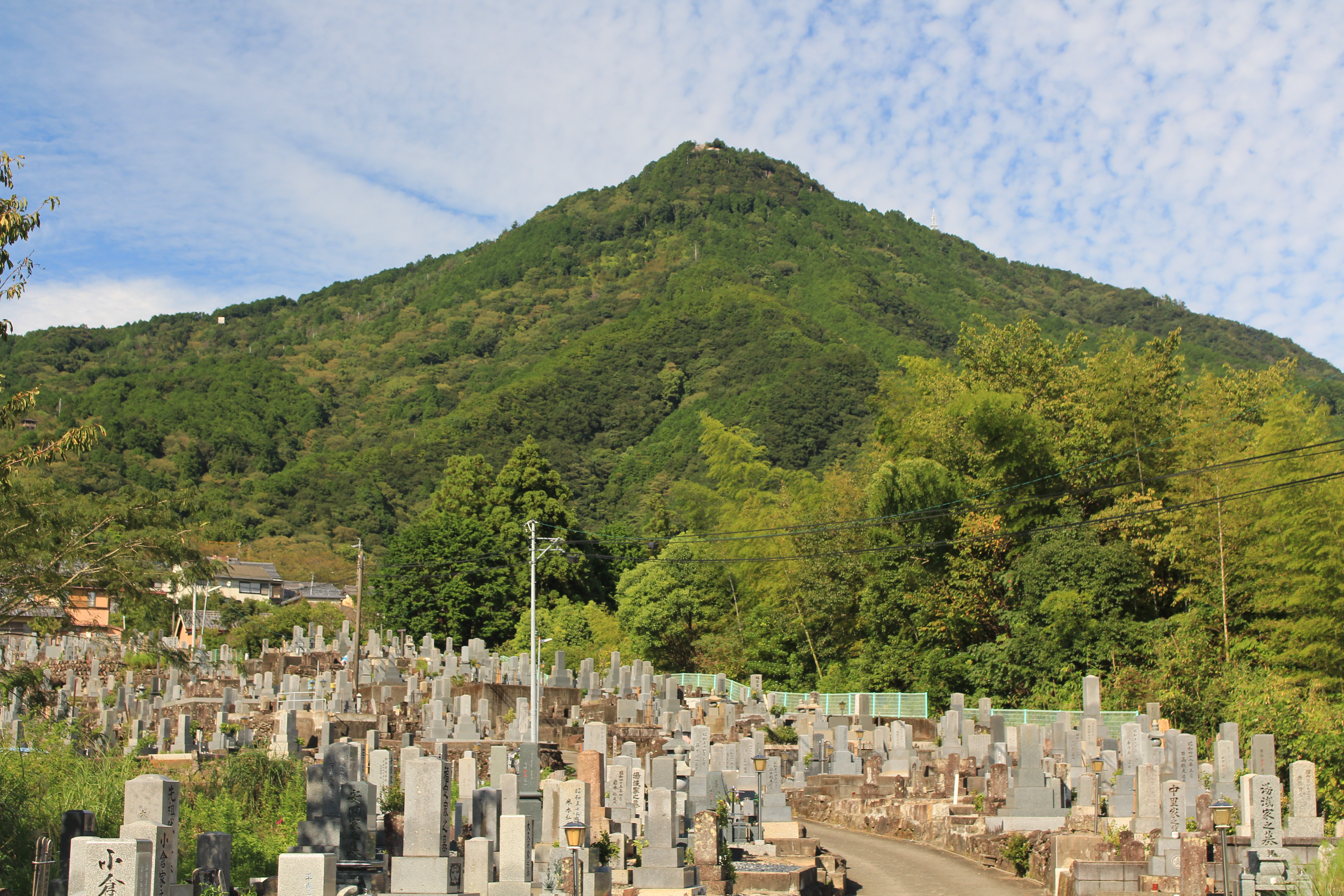
南山麓の尾鷲市北浦から望む天狗倉山
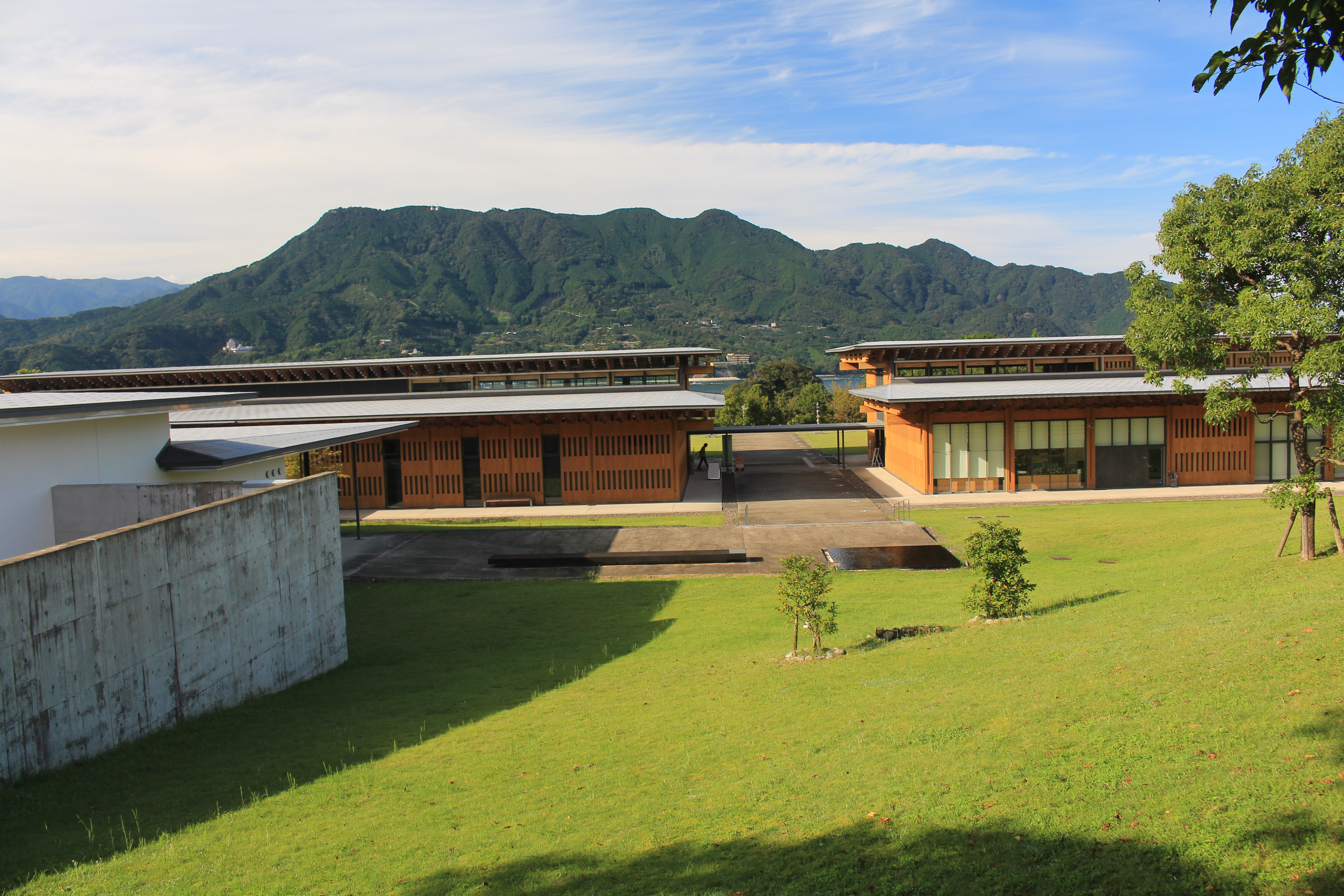
尾鷲市向井の三重県立熊野古道センターから望む天狗倉山
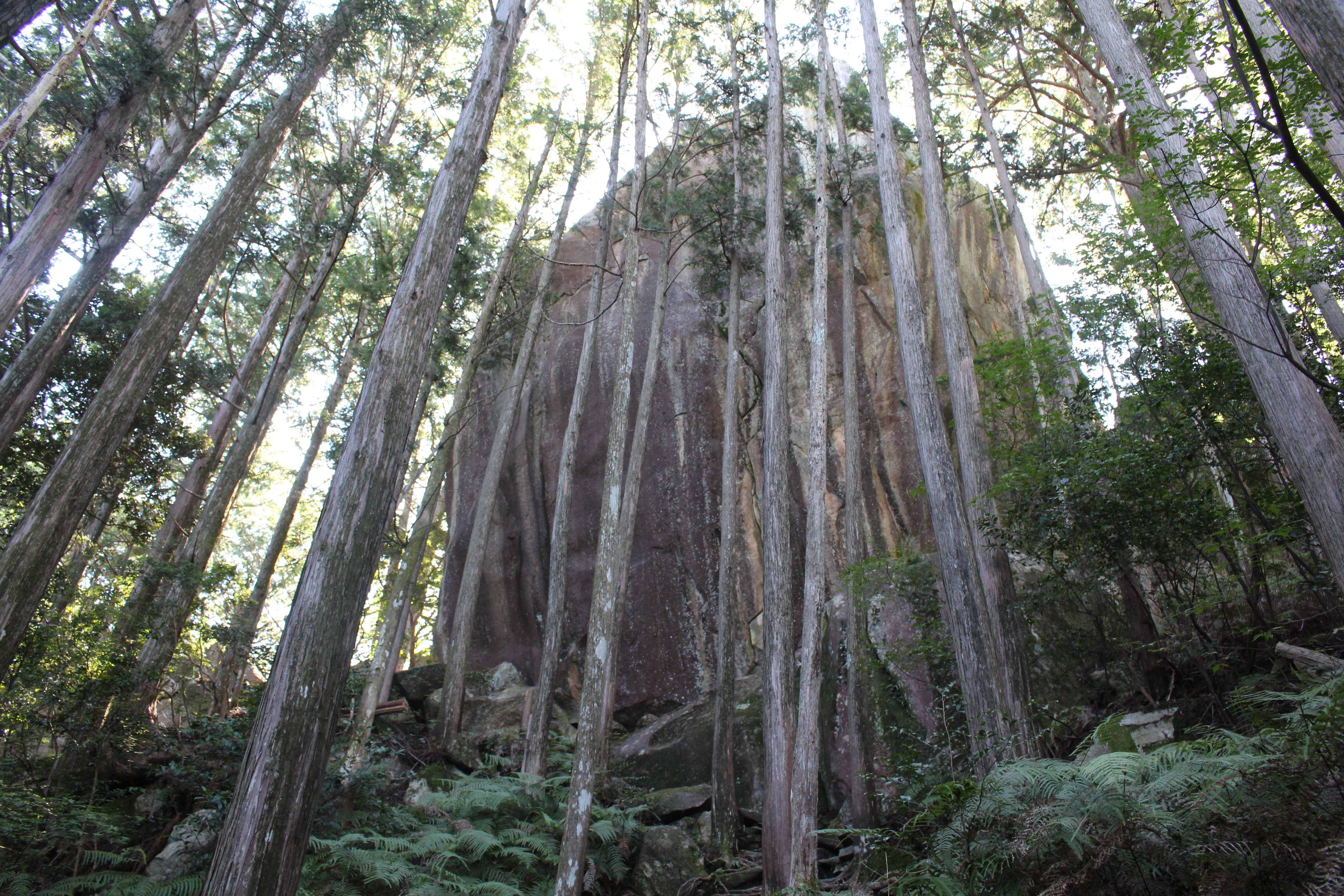
天狗倉山の山頂部のヒノキの植林と巨石
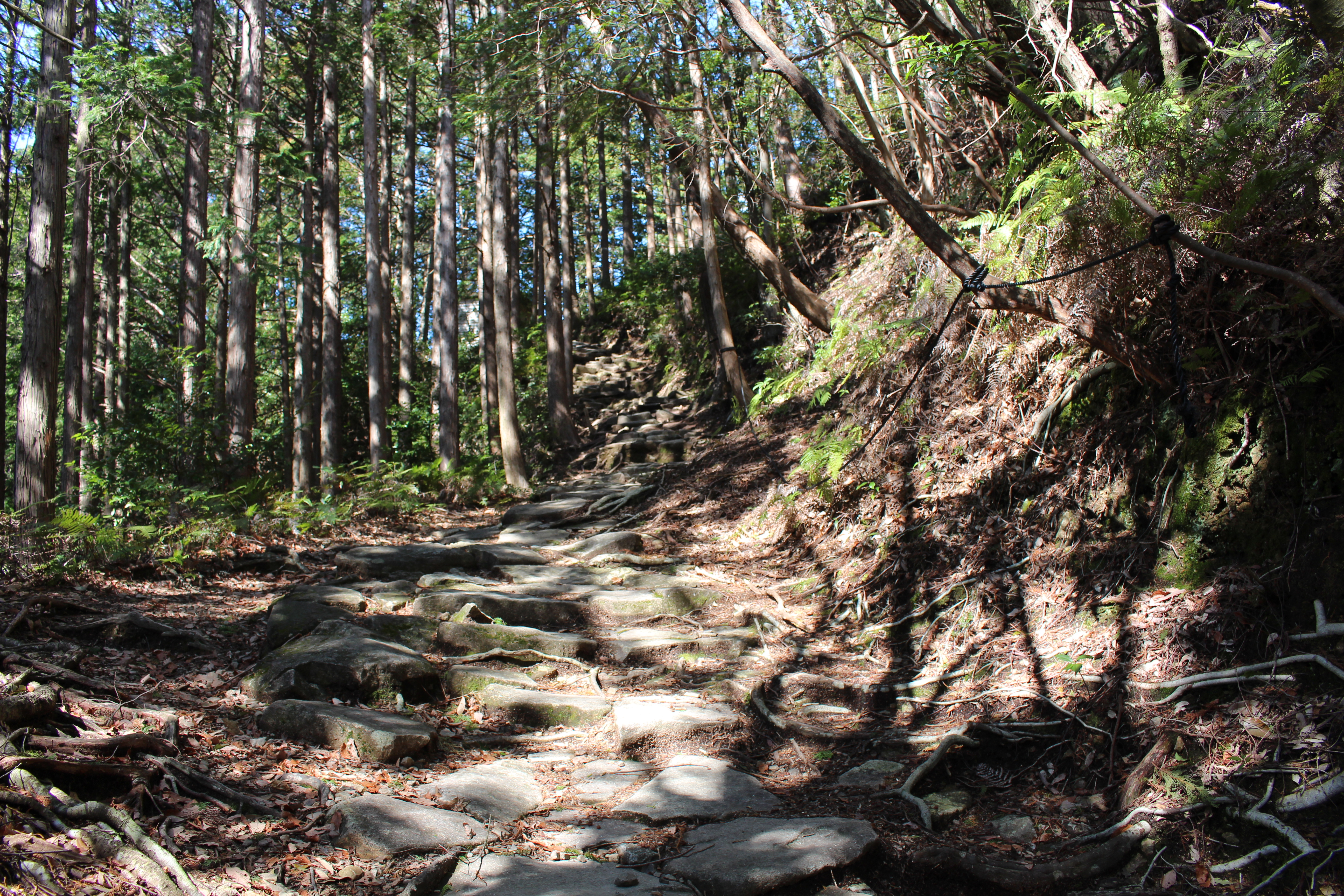
馬越峠南側の熊野古道の石畳道